# كفرذبيان
كفردبيان، هي بلدة لبنانية تابعة لقضاء كسروان في محافظة جبل لبنان. كانت مركز مقاطعة الجرد أيام المتصرفية. ويقع فيها مزار كفردبيان, فقرا, و عيون السيمان.

## جغرافيتها
تبعد كفرذبيان عن بيروت 44 كلم، وعن جونيه 27 كلم. يمكن الوصول إليها من طريق بيروت جونيه الساحلي، صعودا من مفرق يسوع الملك بعد نفق نهر الكلب في ذوق مكايل، وطريق آخر من جهة قضاء المتن على طريق أبو ميزان- داريا.
ترتفع كفرذبيان ما بين 555 م و 2465 م عن سطح البحر. أولها ساحل وآخرها جبل. تطل على واد عميق تنساب فيه مياه نبعي اللبن والعسل.
تبلغ مساحتها 40 كلم2، مما يجعلها من أكبر بلدات لبنان. يبلغ عدد سكانها حوالي 12 ألف نسمة. تضم 3600 بيت و 20 دار عبادة مسيحية (من كنائس وأديرة), مدرستين (خاصة و رسمية), مستوصف, 3 صيدليات, مركز صليب احمر, مركز دفاع مدني, و مركز شرطة. 

## التسمية
اسم كفردبيان سامي من أصول سريانية بمعنى «قرية الغزلان»، إذ أن كلمة «كفر» تعني قرية، و«دبيان» تعني الغزلان.